# Рудрасена IV
Рудрасена IV — правитель древнеиндийского государства Западных Кшатрапов в IV веке.

## Биография
Отцом Рудрасены IV был Симхасена. О времени царствования Рудрасены IV мало что известно, а монеты с его изображением являются редкими. Современные учёные, в том числе Дамстигт Т., обычно датируют его правление 382—388 годами. Ряд исследователей отмечает, что невозможно точно определить, правил ли Рудрасена IV самостоятельно. Ниджар Б. замечает, что Рудрасена IV мог быть соперником своего двоюродного деда Рудрасены III.